# Armand Trousseau
Armand Trousseau (Tours, departament d'Indre i Loira, 1801 - París, 1867) fou un metge francès que va aconseguir un enorme prestigi en la seva època. Va publicar diverses obres sobre medicina clínica i terapèutica que van tenir gran repercussió en el segle xix. Va descriure el signe clínic conegut com a signe de Trousseau que consisteix a realitzar pressió sobre un tronc nerviós, la qual cosa provoca una contracció espasmòdica dels músculs corresponents quan hi ha hipocalcèmia (disminució dels nivells de calci en sang).

## Biografia
Va néixer a la ciutat francesa de Tours, va iniciar els estudis de medicina a la seva ciutat natal, on va ser deixeble de Pierre Bretonneau a l'hospital general local. Més tard va continuar la seva formació a París, on es va doctorar en 1825 i va ser nomenat metge adjunt de la facultat en 1827.
En 1828, el govern francès li va encomanar la missió d'investigar una epidèmia que estava assolant algunes regions al sud del país. Aquest mateix any va viatjar a Gibraltar com a membre d'una comissió per a realitzar investigacions sobre la febre groga. En 1839 va ser nomenat metge de l'Hospital St. Antoine i, posteriorment, director de la secció de farmacologia i terapèutica de la facultat de medicina de París.
Va ser nomenat membre de l'Académie de médecine l'any 1856 i el 1858 va rebre com a reconeixement la Legió d'Honor, una de les més importants decoracions de França.

## Aportacions
Les seves principals obres foren el Traité de thérapeutique et de matière médicale sobre terapèutica, publicada entre 1836 i 1839 i la Clinique médicale de l'Hôtel-Dieu de Paris sobre clínica mèdica, publicada entre 1861 i 1862. Va descriure el signe de Trousseau usat en el diagnòstic de la hipocalcèmia i l'associació entre tromboflebitis i càncer (Síndrome de Trousseau o signe de malignitat de Trousseau) que es caracteritza per l'aparició de trombosis venoses recurrents en localitzacions inusuals, la qual cosa pot constituir la manifestació d'un tumor maligne, també es denomina tromboflebitis migrans.